# Bhutanitis mansfieldi
Espèce
Statut de conservation UICN

 VU  : Vulnérable
Statut CITES
Bhutanitis mansfieldi ou Machaon à trois queues de Mansfield est un lépidoptère appartenant à la famille des Papilionidae, à la sous-famille des Parnassiinae et au genre Bhutanitis.

## Dénomination
Bhutanitis mansfieldi a été nommé par Norman Denbigh Riley en 1939, d'après un holotype femelle provenant du Yunnan, en Chine.

### Sous-espèces
- Bhutanitis mansfieldi pulchristriata Saigusa et Lee, 1982[1].

### Noms vernaculaires
Bhutanitis mansfieldi se nomme Mansfield's Three-tailed Swallowtail en anglais.

## Description
Bhutanitis mansfieldi est un papillon spectaculaire, très proche de Bhutanitis lidderdalii.

## Biologie

### Plantes hôtes
Ses plantes hôtes sont des aristoloches Aristolochia.

## Écologie et distribution
Il est présent au Bhoutan et dans le Sichuan.

### Biotope
Il réside à haute altitude.

## Protection
Comme tous les Bhutanitis il est sur la liste de la convention sur le commerce international des espèces de faune et de flore sauvages menacées d'extinction (CITES).